# Raynal et Roquelaure
Raynal et Roquelaure est une entreprise d'agroalimentaire française spécialisée dans la fabrication et la commercialisation de plats et légumes cuisinés en boîtes de conserve et bocaux. Leurs plats sont principalement inspirés de la cuisine traditionnelle des terroirs français. 

## Historique
La société a été fondée en 1876 par Théophile Raynal, gérant du buffet de la gare de Capdenac, et Ernest Roquelaure, son cuisinier, qui ont l'idée de conditionner en boîte de conserve des plats du terroir français.
En 2003 et 2005, Nestlé se sépare de la production des ravioli, puis des sauces Buitoni ; Raynal et Roquelaure s'empare de ces activités, et de l'usine de Camaret-sur-Aigues qui  les fabrique. Ces produits sont alors commercialisés sous la marque Zapetti.

## Évolution
La société possède aujourd'hui deux marques : Raynal et Roquelaure est la marque historique de la société et est orientée « cuisine traditionnelle française », tandis que Zapetti, créée lors du rachat de produits Buitoni en 2003, est orientée spécialités italiennes.

## Implantations
Le siège de la société se trouve à Capdenac-Gare, dans l'Aveyron, ville dans laquelle l'entreprise a démarré. Elle compte 570 salariés répartis sur trois sites, situés respectivement à Capdenac-Gare dans la région Occitanie, Sainte-Livrade-sur-Lot en Lot-et-Garonne, et Camaret-sur-Aigues dans le Vaucluse.